# دوک‌نشین سیلسیا
دوک‌نشین سیلسیا (لهستانی: Księstwo śląskie, آلمانی: Herzogtum Schlesien, چکی: Slezské knížectví) یک دوک‌نشین در منطقه تاریخی سیلزی بود که در سال ۱۱۳۸ میلادی تاسیس شده بود. این دوک‌نشین که مرکز آن شهر وروتسواف بوده امروزه جزئی از کشور لهستان است.